# Gryfice
Gryfice este un oraș în Polonia.